# Triepeolus paenepectoralis
Triepeolus paenepectoralis là một loài Hymenoptera trong họ Apidae. Loài này được Viereck mô tả khoa học năm 1905.